# MT-LBu
 (août 2018).
Si vous disposez d'ouvrages ou d'articles de référence ou si vous connaissez des sites web de qualité traitant du thème abordé ici, merci de compléter l'article en donnant les références utiles à sa vérifiabilité et en les liant à la section « Notes et références ».

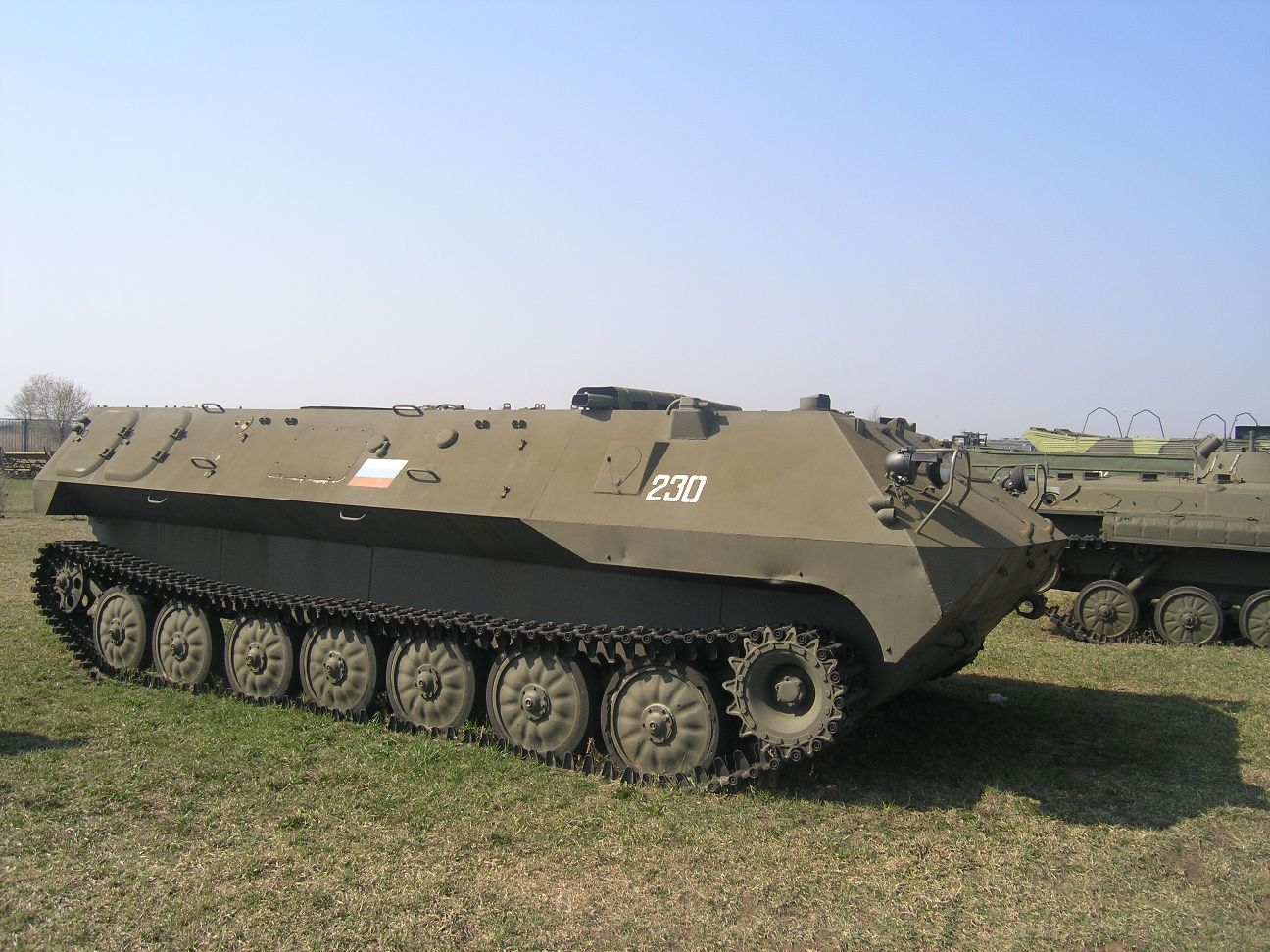
MT-LBu de profil

Le MT-LBu est un véhicule de transport de troupes russe, dérivé du MT-LB.

## Historique
Il s'agit d'une version allongée du MT-LB.

## Opérateurs

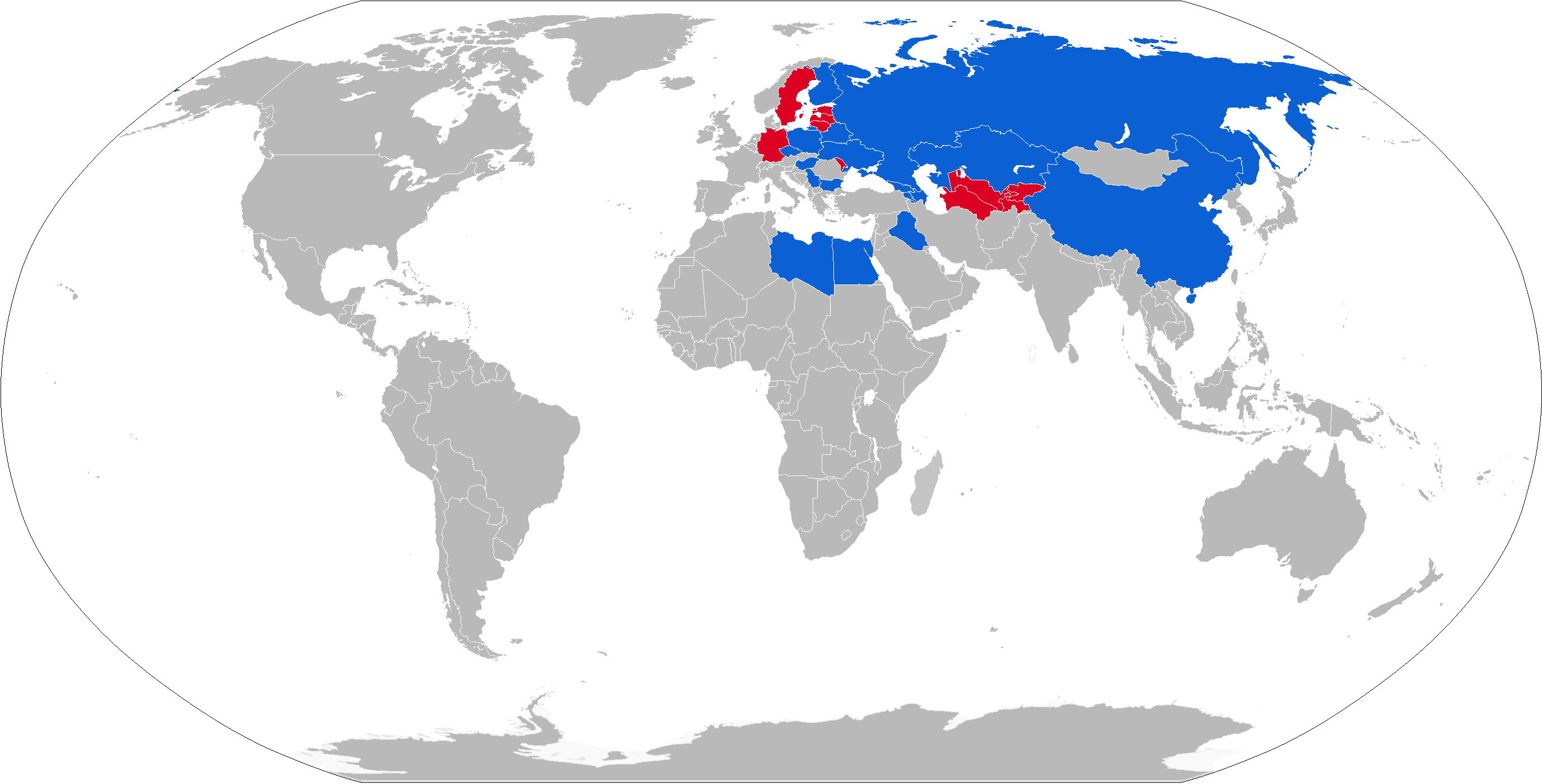
Opérateurs du MT-LBu en bleu et anciens opérateurs en rouge

- Azerbaïdjan
- Biélorussie
- Bulgarie
- Tchéquie
- Egypt
- Finlande -
- Géorgie
- Hongrie -
- Irak
- Kazakhstan
- Libye
- Pologne
- Russie
- Serbie
- Ukraine

## Galerie

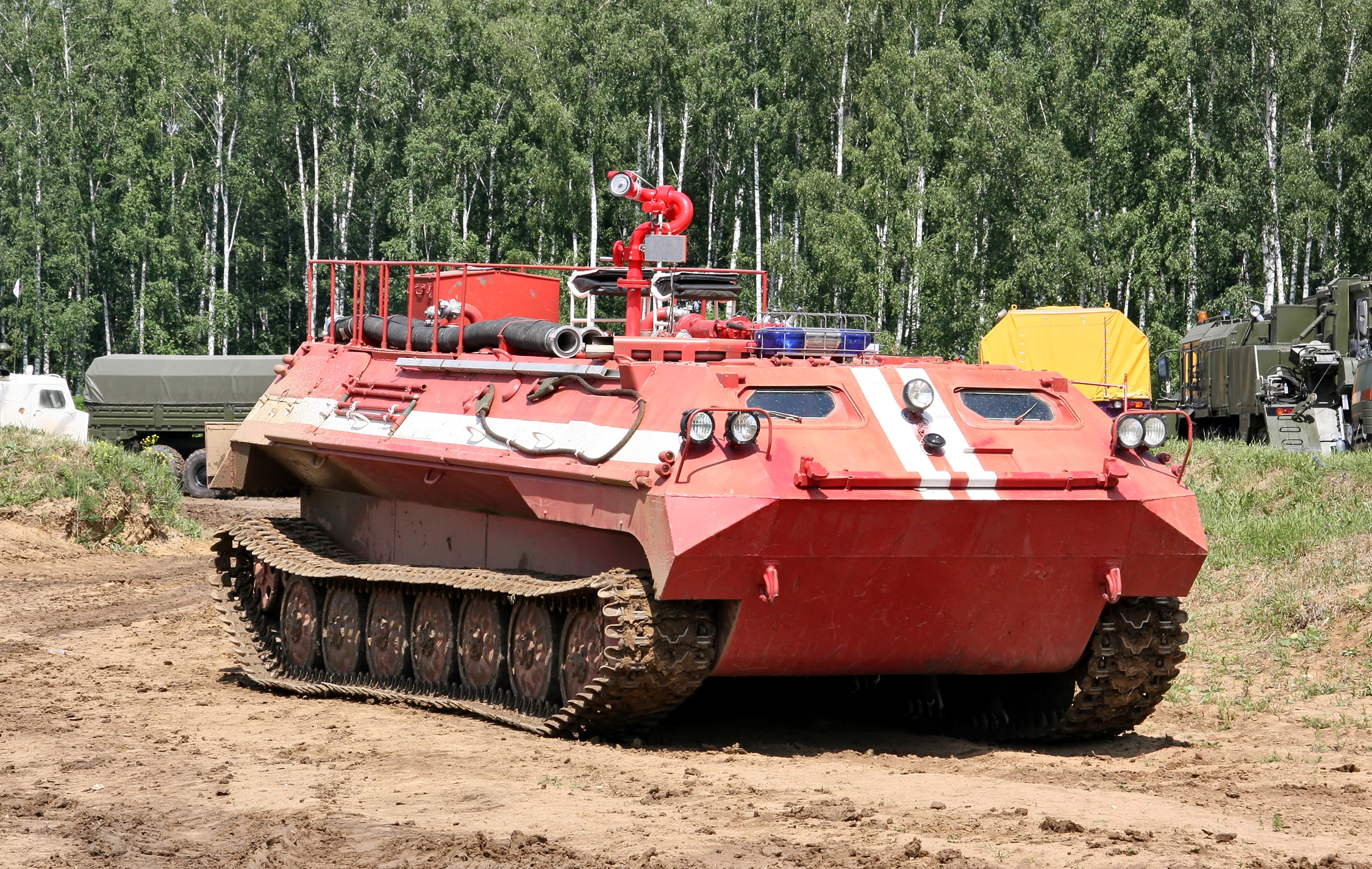
Véhicule pompier MT-LBu-GPM-10
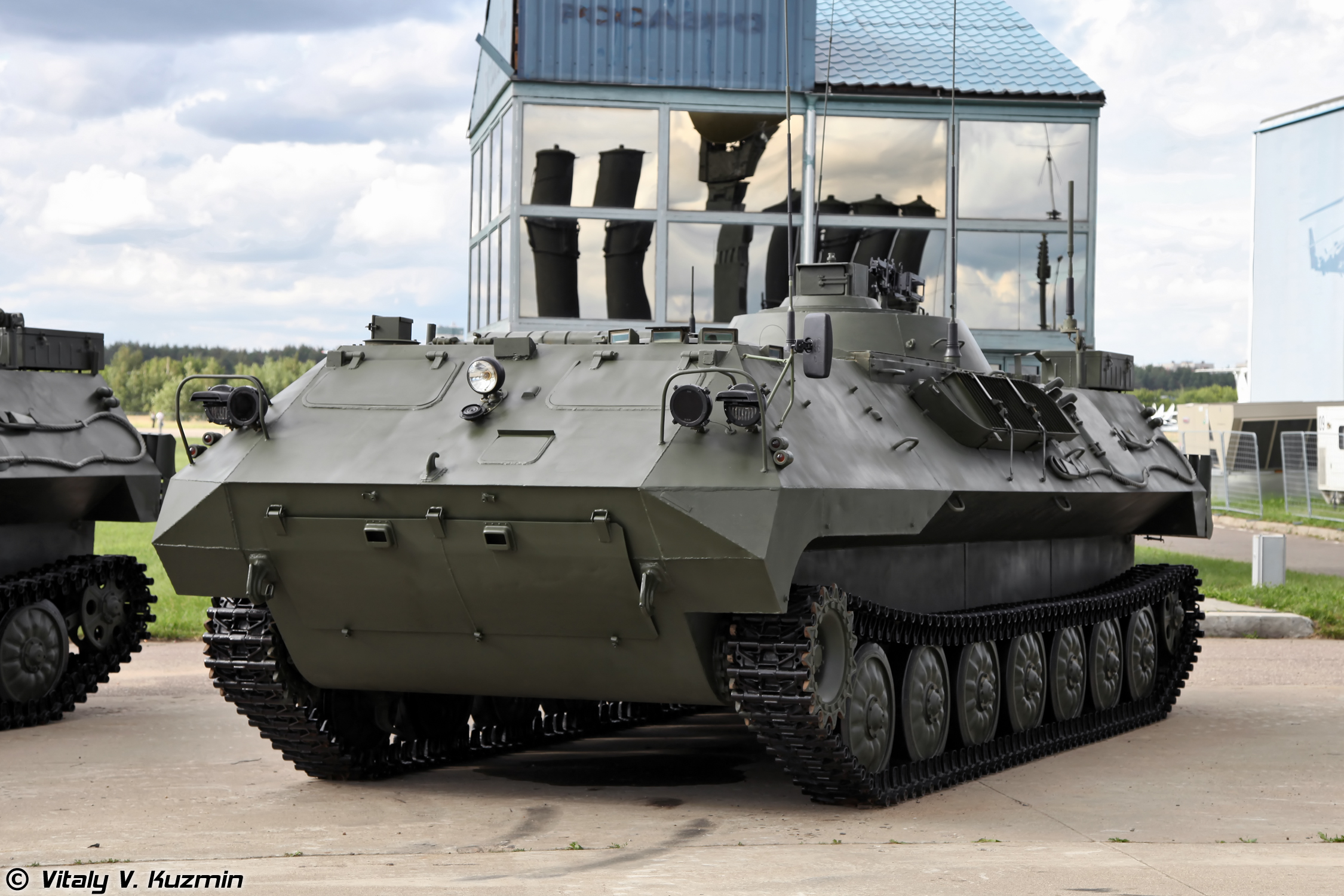
Machine du complexe de contrôle d'artillerie "Falsett"
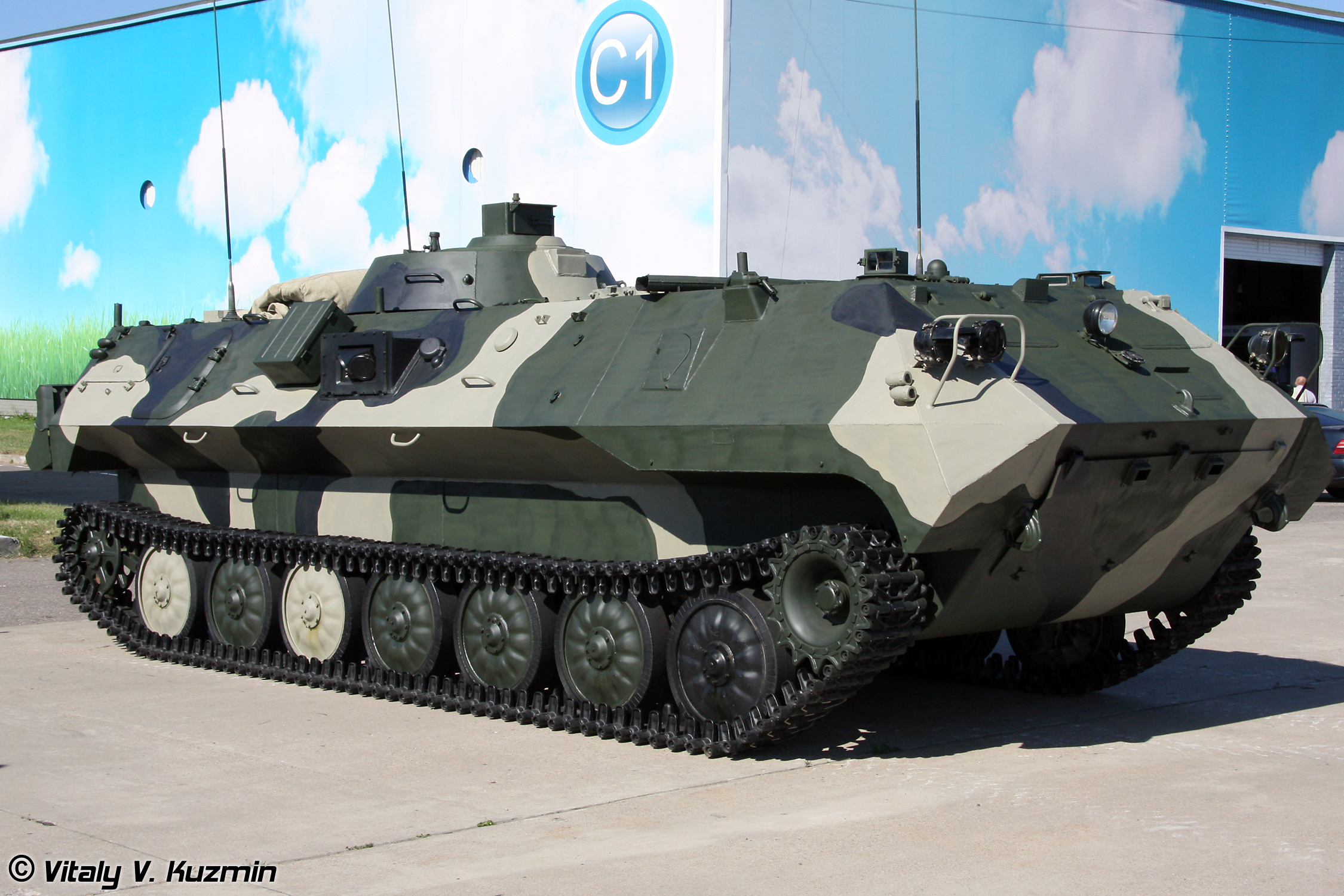
Véhicule de tir d'artillerie 1V13 -1
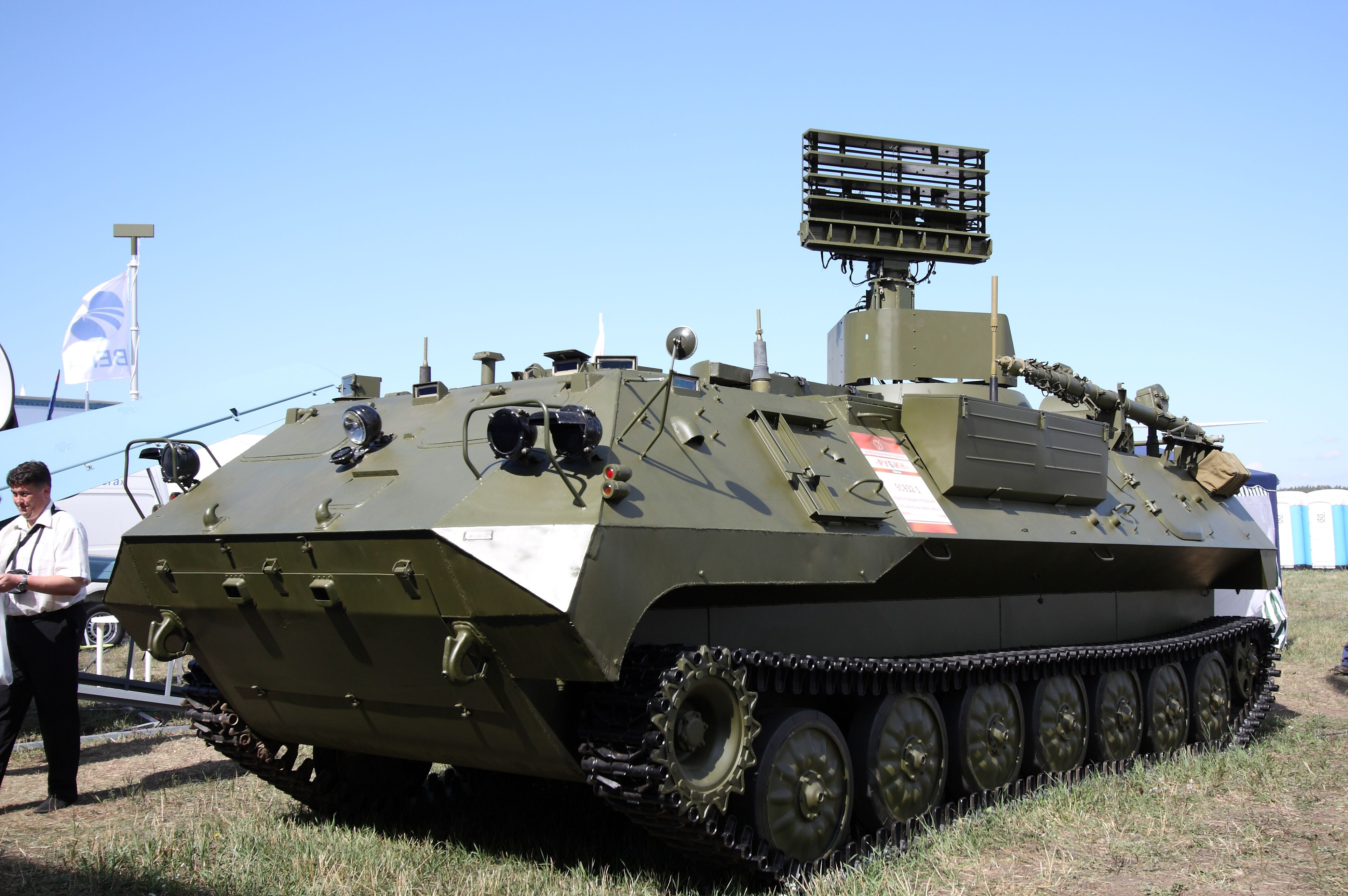
Véhicule de contrôle de la défense aérienne "Barnaul-T"
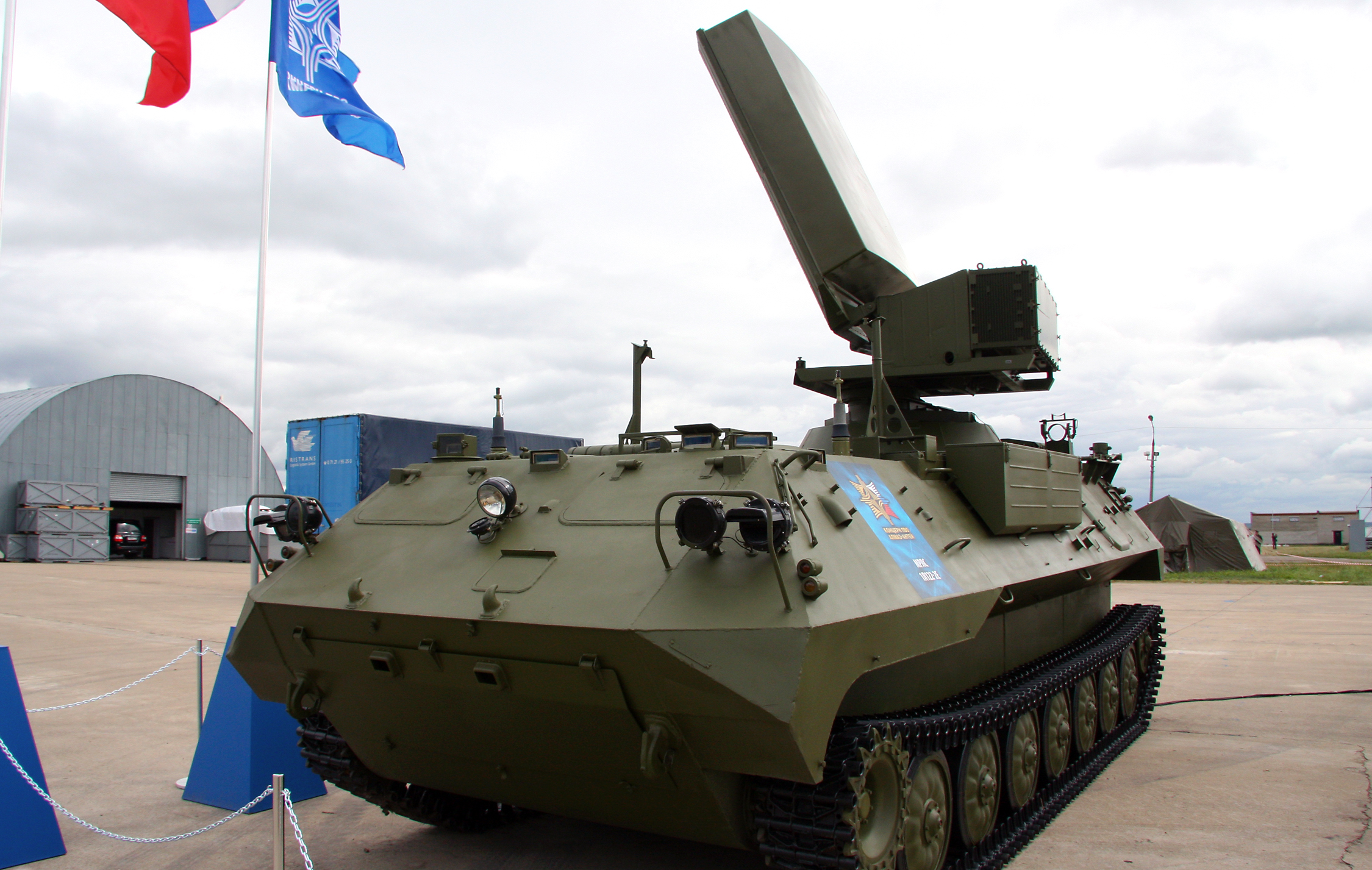
Véhicule radar 1L122-2E "Harmon"
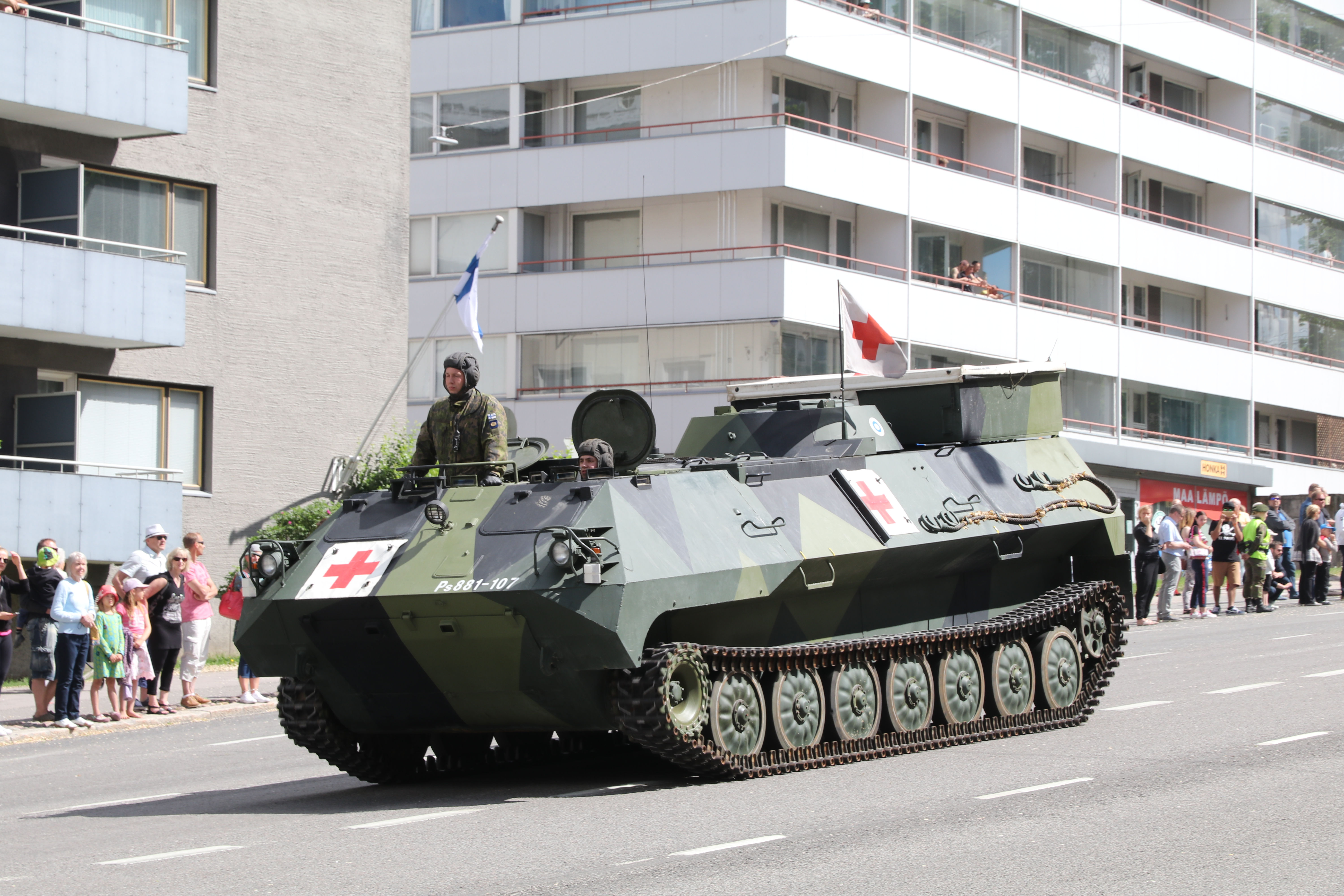
Véhicule ambulance
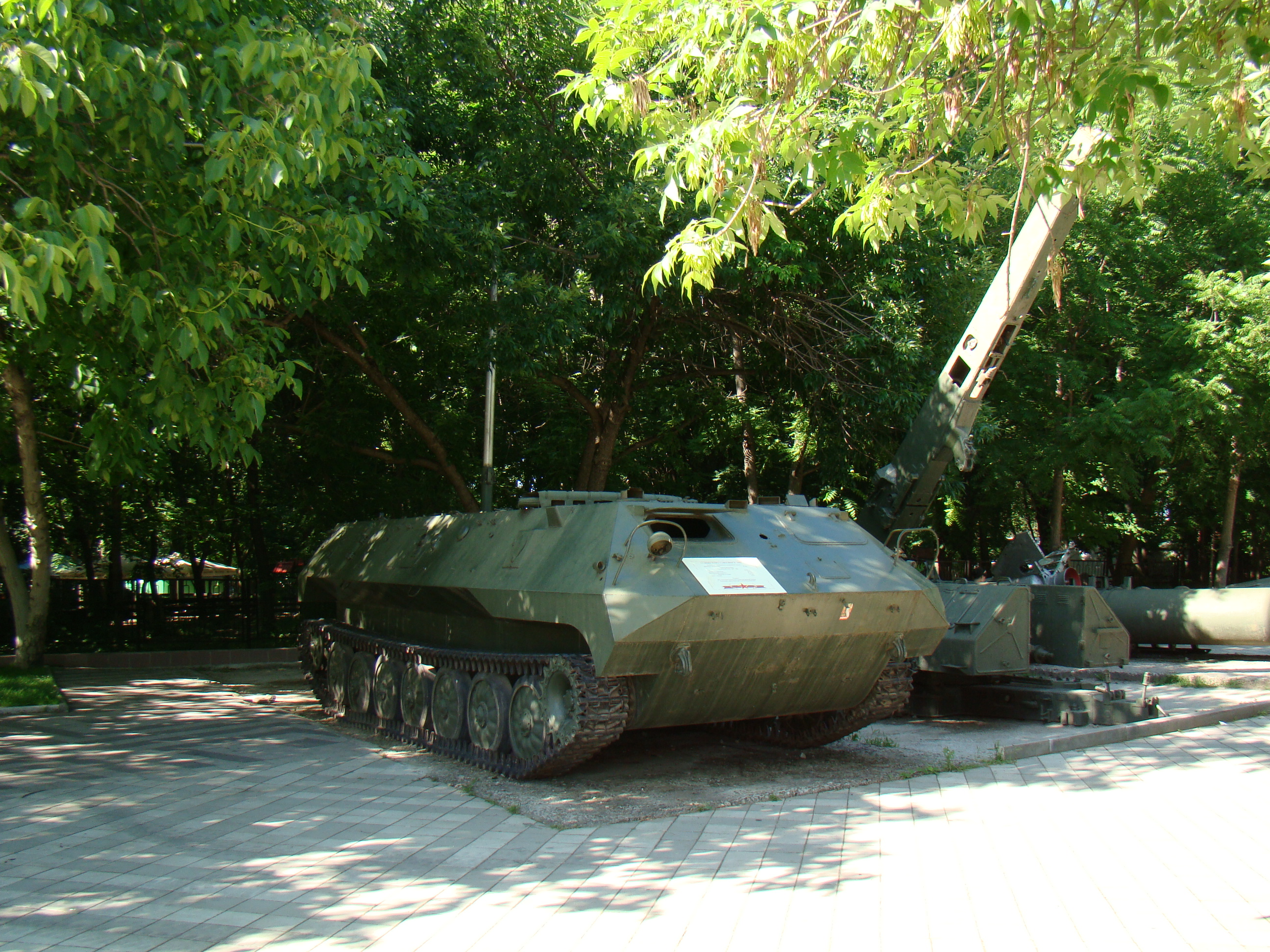
Véhicule de guerre électronique Р-330
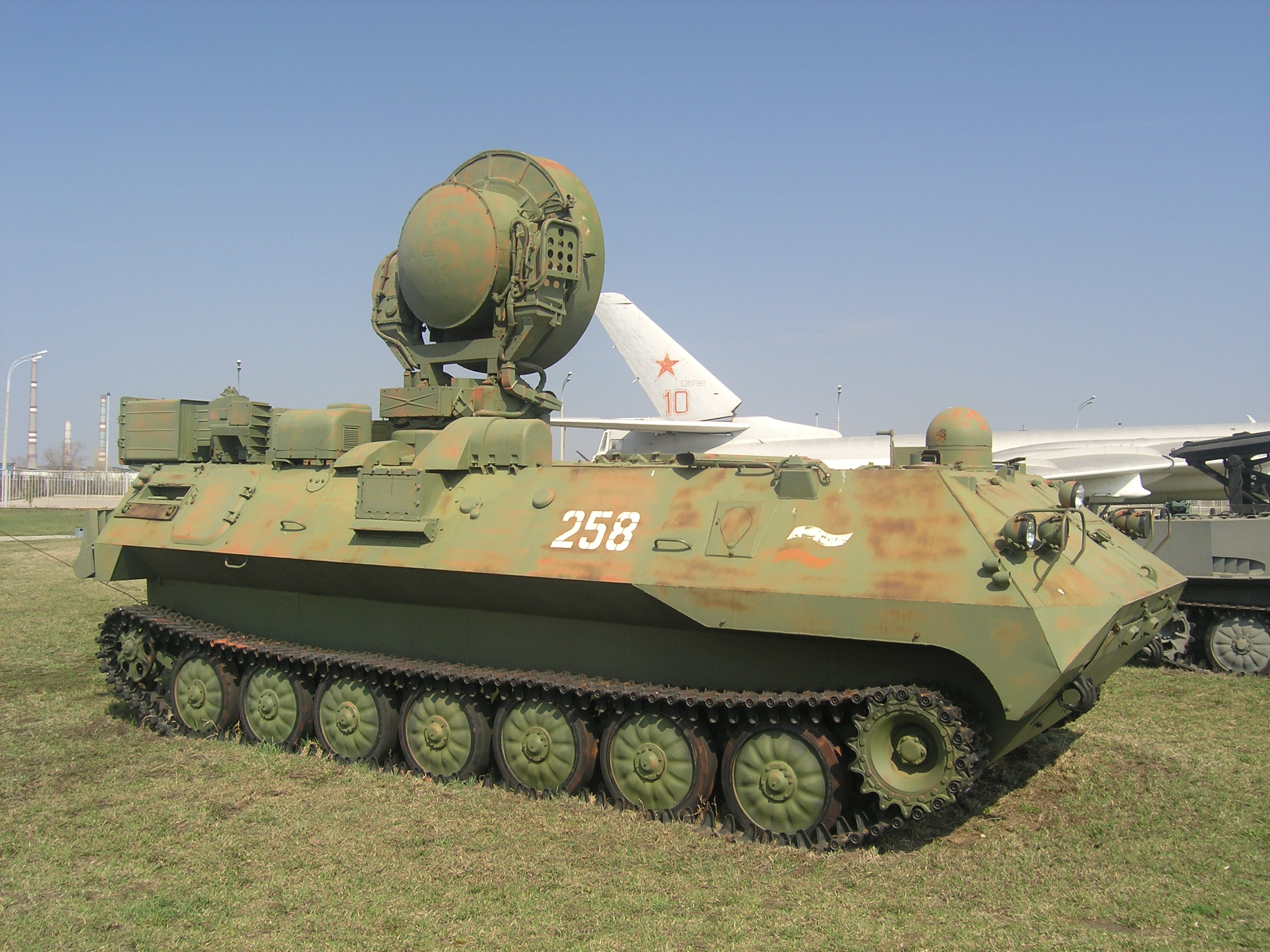
Véhicule radar de contre-batterie Lynx
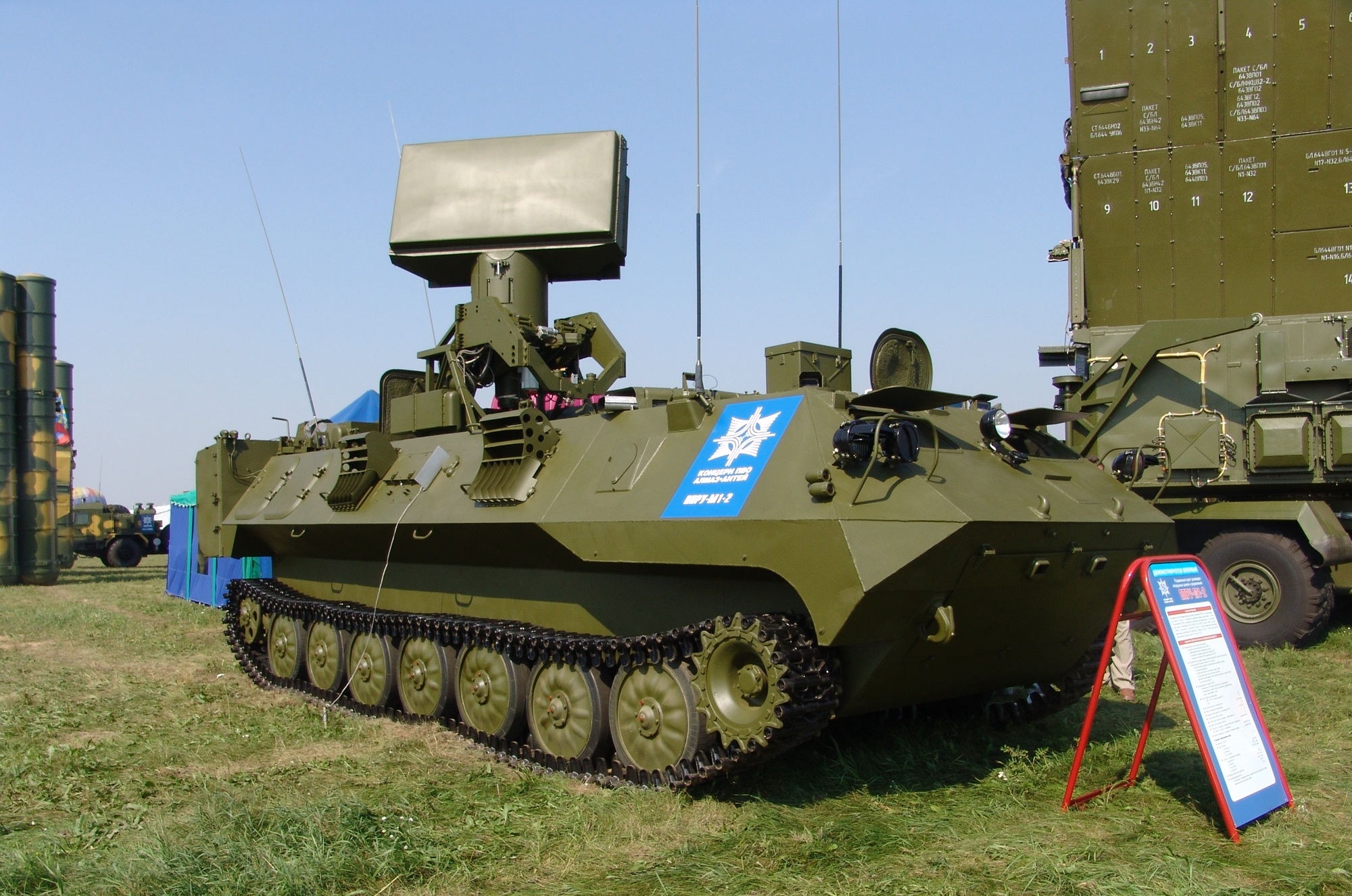
РRadar-KShM 9S80 "Gadfly-M-SV"
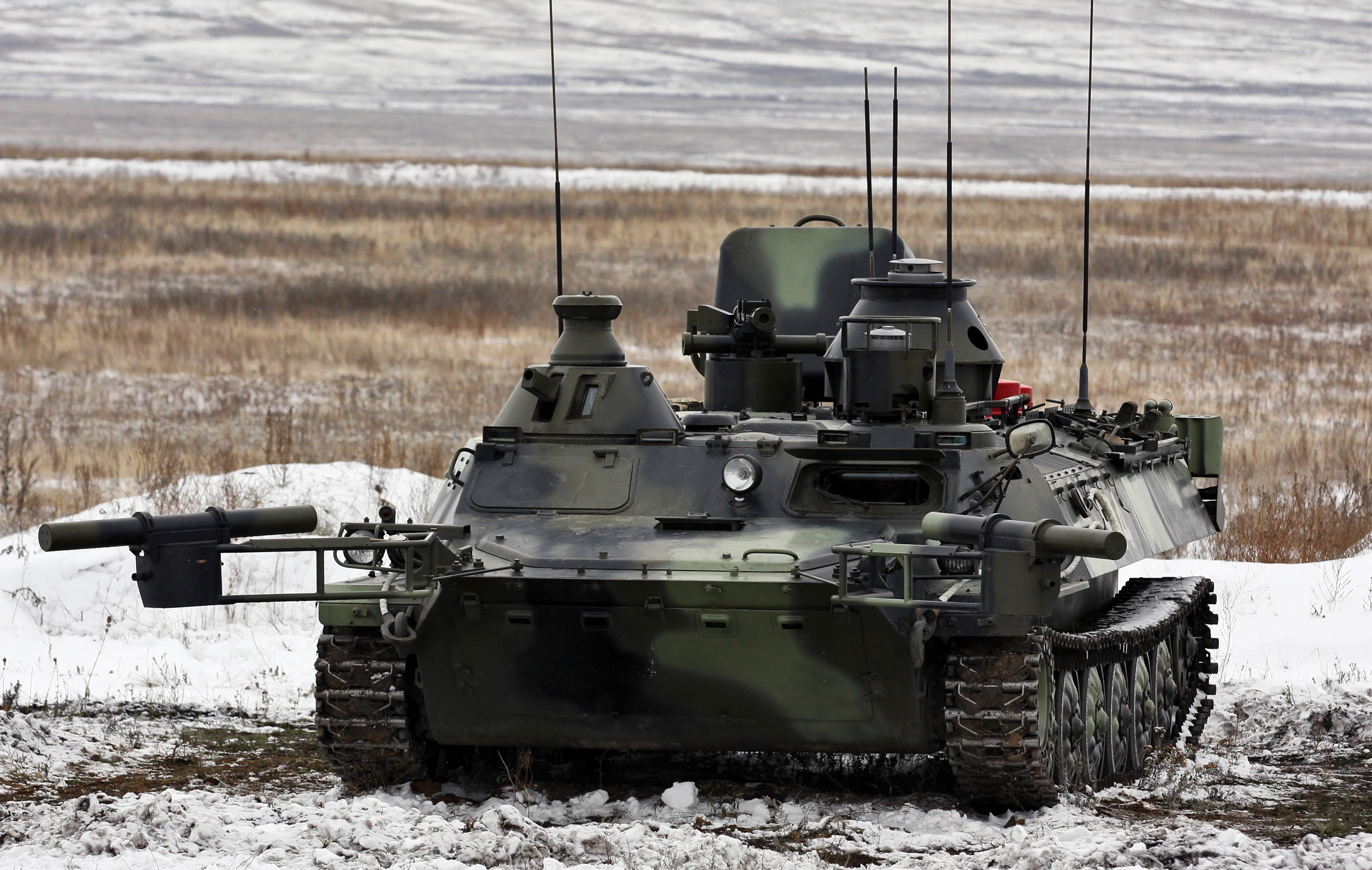
Véhicule de détection d'explosion atomique et risques NRBC